# Асадов, Октай Сабир оглы
Октай Сабир оглы Асадов (азерб. Əsədov Oqtay Sabir oğlu, род. 3 января 1955 года, в селе Шехерджик, Кафанского района, Армянской ССР) — бывший спикер Милли Меджлиса — парламента Азербайджана.

## Биография
- В 1976 году окончил факультет машиностроительных технологий Азербайджанского государственного нефтехимического института.
- Трудовую деятельность начал на бакинском заводе бытовых кондиционеров в 1976 году. Работал помощником мастера а затем мастером на этом предприятии.
- С 1979 по 1996 гг. занимал ответственные посты в промышленном секторе Азербайджана.
- С 1979 года работал главным инженером в Азербайджанском Управлении Главных Сооружений и Специальных Строительных работ.
- С 1981 года — главный технолог, затем начальник управления и начальник треста предприятия «Азертехстрой».
- С 1996 по 2004 гг. возглавлял «Апшеронское региональное водное акционерное общество».
- С июня 2004 года — президент акционерного общества «Азерсу».

Член Международной Водной Ассоциации. Женат. Имеет двоих детей. Владеет русским и английским языками.

## Политическая карьера
- С 1990 года является членом политического совета партии «Ени Азербайджан».
- В 2000 году был избран депутатом Милли Меджлиса II -го созыва, являлся членом парламентской Комиссии по природным ресурсам, энергетике и экологии.
- В ноябре 2005 года был избран депутатом Милли Меджлиса Азербайджанской Республики III -го созыва от 45-го Абшеронского избирательного округа, от партии «Ени Азербайджан». Со 2 декабря 2005 года являлся председателем Милли Меджлиса Азербайджанской Республики.

Руководитель парламентской делегации Азербайджанской Республики в Межпарламентской Ассамблее государств - участников СНГ.

## Награды
- Орден «Честь» (29 декабря 2014 года) — за большие заслуги в общественно-политической жизни Азербайджанской Республики[2].
- Орден Дружбы (5 марта 2015 года, Россия) — за большой вклад в укрепление дружбы и сотрудничества с Российской Федерацией[3].
- Орден «Курмет» (2018 год, Казахстан)[4].
- Орден «Содружество» (10 февраля 2006 года, Межпарламентская ассамблея СНГ) — за активное участие в деятельности Межпарламентской Ассамблеи и её органов, вклад в укрепление дружбы между народами государств — участников Содружества[5].
- Медаль «За укрепление парламентского сотрудничества» (16 апреля 2015 года, Межпарламентская ассамблея СНГ) — за особый вклад в развитие парламентаризма, укрепление демократии, обеспечение прав и свобод граждан в государствах — участниках Содружества Независимых Государств[6].
- Медаль «МПА СНГ. 25 лет» (27 марта 2017 года, Межпарламентская ассамблея СНГ) — за заслуги в деле развития и укрепления парламентаризма, за вклад в развитие и совершенствование правовых основ функционирования Содружества Независимых Государств, укрепление международных связей и межпарламентского сотрудничества[7][8].
- Медаль «Шараф» (2018 год, Парламентская ассамблея Организации черноморского экономического сотрудничества)[9].
- Медаль «Совет Федерации. 20 лет» (2016 год, Совет Федерации, Россия)[10].